# Юдин, Михаил Алексеевич
Михаи́л Алексе́евич Ю́дин (29 сентября 1893, Санкт-Петербург — 8 февраля 1948, Казань) — русский и советский композитор, профессор (1939) Ленинградской консерватории, профессор Казанской консерватории, Заслуженный деятель искусств Татарской АССР (1945).

## Биография
Михаил Юдин родился 16 сентября 1893 года в городе Санкт-Петербурге.
В 1917 году успешно окончил естественнонаучный факультет Петроградского университета.
В 1923 году окончил Петроградскую консерваторию по классу композиции у Александра Матвеевича Житомирского.
В 1926—1942 годах преподавал в Ленинградской консерватории (с 1932 года — доцент, с 1939 — профессор), в 1925—1930 в хоровом техникуме при Ленинградской капелле.
С 1945 года — профессор класса композиции и декан дирижёрско-хорового факультета Казанской консерватории.

## Основные сочинения
| Оперы - «Фарида» (1944) - «Через огонь» (1947) Вокально—симфонические - Реквием памяти С. М. Кирова (1935) - Песня о весне и радости (1936) - Героическая оратория (1937) - Кантата «О Балтике и Ленинграде» (1943) Хоровые - Приветственная кантата (1934) - На страже Родины (1939) - «Родной край» на слова К. Наджми (1944) Сюиты | - Русская сюита (1926) - «Двадцать шесть» (1937) - Весенняя сюита (1938) - По родной стране (1940) - Богатырь Добрыня Никитич (1941) Концерты - Для скрипки с оркестром (1934) - Для органа, струнного оркестра и 4 литавр (1934) - Concerto grosso (1935) Симфонические - Симфония (посвящается Ленинграду, 1943) Вокальные - Вокальный цикл «Памяти Ленина» (1934) - Романсы и песни на слова татарских поэтов (1942—47) |